# Alfred Teinitzer
Alfred Teinitzer (Vienna, 29 luglio 1929 – 20 aprile 2021) è stato un calciatore austriaco, di ruolo centrocampista.

## Palmarès

### Club

#### Competizioni nazionali
- Campionato austriaco: 2

Rapid Vienna: 1950-1951, 1951-1952

#### Competizioni internazionali
- Coppa Mitropa: 1

Rapid Vienna: 1951